# Тему (муниципалитет)
Тему (итал. Temù) — коммуна в Италии, располагается в провинции Брешиа области Ломбардия.
Население составляет 1050 человек (2008 г.), плотность населения составляет 24 чел./км². Занимает площадь 42 км². Почтовый индекс — 25050. Телефонный код — 0364.
Покровителем коммуны почитается святой апостол Варфоломей, празднование 24 августа.

## Демография
Динамика населения:

## Администрация коммуны
- Официальный сайт: http://www.comune.temu.bs.it/